# Take Me Home (원 디렉션의 음반)
Take Me Home은 원 디렉션의 두번째 정규 음반으로, 2012년 발매되었다.